# Gran Premio de España de Motociclismo de 2000
El Gran Premio de España de Motociclismo de 2000 fue la cuarta prueba del Campeonato del Mundo de Motociclismo de 2000. Tuvo lugar en el fin de semana del 28 al 30 de abril de 2000 en el Circuito Permanente de Jerez, situado en la ciudad andaluza de Jerez de la Frontera, España. La carrera de 500cc fue ganada por Kenny Roberts, Jr., seguido de Carlos Checa y Valentino Rossi. Ralf Waldmann ganó la prueba de 250cc, por delante de Daijiro Kato y Tohru Ukawa. La carrera de 125cc fue ganada por Emilio Alzamora, Mirko Giansanti fue segundo y Roberto Locatelli tercero.

## Resultados 500cc
| Pos. | N.º | Piloto              | Constructor | Vueltas | Time/Retirado | Parrilla | Pts. |
| ---- | --- | ------------------- | ----------- | ------- | ------------- | -------- | ---- |
| 1    | 2   | Kenny Roberts, Jr.  | Suzuki      | 26      | 45:52.311     | 4        | 25   |
| 2    | 7   | Carlos Checa        | Yamaha      | 26      | +0.859        | 3        | 20   |
| 3    | 46  | Valentino Rossi     | Honda       | 26      | +3.525        | 2        | 16   |
| 4    | 1   | Àlex Crivillé       | Honda       | 26      | +5.037        | 5        | 13   |
| 5    | 10  | Alex Barros         | Honda       | 26      | +12.608       | 8        | 11   |
| 6    | 65  | Loris Capirossi     | Honda       | 26      | +17.436       | 6        | 10   |
| 7    | 9   | Nobuatsu Aoki       | Suzuki      | 26      | +19.484       | 17       | 9    |
| 8    | 55  | Régis Laconi        | Yamaha      | 26      | +27.589       | 10       | 8    |
| 9    | 17  | Jurgen vd Goorbergh | TSR-Honda   | 26      | +27.777       | 13       | 7    |
| 10   | 8   | Tadayuki Okada      | Honda       | 26      | +35.920       | 7        | 6    |
| 11   | 31  | Tetsuya Harada      | Aprilia     | 26      | +47.107       | 11       | 5    |
| 12   | 11  | José David de Gea   | Modenas     | 26      | +1:56.859     | 18       | 4    |
| 13   | 15  | Yoshiteru Konishi   | TSR-Honda   | 26      | +2:09.097     | 20       | 3    |
| Ret  | 24  | Garry McCoy         | Yamaha      | 17      | Accidente     | 12       |      |
| Ret  | 12  | Shane Norval        | Honda       | 17      | Accidente     | 21       |      |
| Ret  | 6   | Norick Abe          | Yamaha      | 16      | Retirado      | 14       |      |
| Ret  | 5   | Sete Gibernau       | Honda       | 16      | Accidente     | 16       |      |
| Ret  | 99  | Jeremy McWilliams   | Aprilia     | 15      | Accidente     | 9        |      |
| Ret  | 22  | Sébastien Gimbert   | Honda       | 11      | Retirado      | 19       |      |
| Ret  | 25  | José Luis Cardoso   | Honda       | 4       | Retirado      | 15       |      |
| Ret  | 4   | Max Biaggi          | Yamaha      | 3       | Retirado      | 1        |      |

- Pole position: Max Biaggi, 1:42.941
- Vuelta Rápida: Kenny Roberts, Jr., 1:44.127

## Resultados 250cc
| Pos. | N.º | Piloto             | Constructor | Vueltas | Time/Retirado | Parrilla | Pts. |
| ---- | --- | ------------------ | ----------- | ------- | ------------- | -------- | ---- |
| 1    | 6   | Ralf Waldmann      | Aprilia     | 26      | 45:56.451     | 1        | 25   |
| 2    | 74  | Daijirō Katō       | Honda       | 26      | +5.188        | 3        | 20   |
| 3    | 4   | Tohru Ukawa        | Honda       | 26      | +6.052        | 4        | 16   |
| 4    | 19  | Olivier Jacque     | Yamaha      | 26      | +23.670       | 6        | 13   |
| 5    | 14  | Anthony West       | Honda       | 26      | +29.685       | 15       | 11   |
| 6    | 13  | Marco Melandri     | Aprilia     | 26      | +36.549       | 7        | 10   |
| 7    | 34  | Marcellino Lucchi  | Aprilia     | 26      | +43.644       | 5        | 9    |
| 8    | 26  | Klaus Nöhles       | Aprilia     | 26      | +47.266       | 11       | 8    |
| 9    | 9   | Sebastián Porto    | Yamaha      | 26      | +50.638       | 12       | 7    |
| 10   | 21  | Franco Battaini    | Aprilia     | 26      | +50.706       | 9        | 6    |
| 11   | 37  | Luca Boscoscuro    | Aprilia     | 26      | +52.303       | 8        | 5    |
| 12   | 24  | Jason Vincent      | Aprilia     | 26      | +56.202       | 20       | 4    |
| 13   | 16  | Johan Stigefelt    | TSR-Honda   | 26      | +58.336       | 14       | 3    |
| 14   | 30  | Alex Debón         | Aprilia     | 26      | +1:00.523     | 13       | 2    |
| 15   | 56  | Shinya Nakano      | Yamaha      | 26      | +1:03.969     | 2        | 1    |
| 16   | 10  | Fonsi Nieto        | Yamaha      | 26      | +1:03.985     | 19       |      |
| 17   | 66  | Alex Hofmann       | Aprilia     | 26      | +1:07.612     | 23       |      |
| 18   | 42  | David Checa        | TSR-Honda   | 26      | +1:09.664     | 25       |      |
| 19   | 44  | Roberto Rolfo      | TSR-Honda   | 26      | +1:11.963     | 27       |      |
| 20   | 54  | David García       | Aprilia     | 26      | +1:16.652     | 18       |      |
| 21   | 15  | Adrian Coates      | Aprilia     | 26      | +1:25.101     | 26       |      |
| 22   | 20  | Jerónimo Vidal     | Aprilia     | 26      | +1:26.646     | 21       |      |
| 23   | 31  | Lucas Oliver Bultó | Yamaha      | 25      | +1 Vuelta     | 28       |      |
| 24   | 23  | Julien Allemand    | Yamaha      | 25      | +1 Vuelta     | 29       |      |
| 25   | 40  | David Ortega       | Honda       | 25      | +1 Vuelta     | 31       |      |
| Ret  | 25  | Vincent Philippe   | TSR-Honda   | 22      | Accidente     | 30       |      |
| Ret  | 8   | Naoki Matsudo      | Yamaha      | 15      | Accidente     | 10       |      |
| Ret  | 11  | Ivan Clementi      | Aprilia     | 15      | Accidente     | 24       |      |
| Ret  | 41  | Jarno Janssen      | TSR-Honda   | 14      | Retirado      | 22       |      |
| Ret  | 77  | Jamie Robinson     | Aprilia     | 9       | Retirado      | 17       |      |
| Ret  | 39  | Ismael Bonilla     | Honda       | 7       | Retirado      | 32       |      |
| Ret  | 18  | Shahrol Yuzy       | Yamaha      | 0       | Incidente     | 16       |      |

- Pole position: Ralf Waldmann, 1:44.025
- Vuelta Rápida: Ralf Waldmann, 1:44.991

## Resultados 125cc
| Pos. | N.º | Piloto               | Constructor | Vueltas | Time/Retirado | Parrilla | Pts. |
| ---- | --- | -------------------- | ----------- | ------- | ------------- | -------- | ---- |
| 1    | 1   | Emilio Alzamora      | Honda       | 23      | 42:19.740     | 3        | 25   |
| 2    | 32  | Mirko Giansanti      | Honda       | 23      | +1.047        | 8        | 20   |
| 3    | 4   | Roberto Locatelli    | Aprilia     | 23      | +5.076        | 1        | 16   |
| 4    | 3   | Masao Azuma          | Honda       | 23      | +9.661        | 11       | 13   |
| 5    | 5   | Noboru Ueda          | Honda       | 23      | +19.030       | 4        | 11   |
| 6    | 9   | Lucio Cecchinello    | Honda       | 23      | +19.397       | 5        | 10   |
| 7    | 26  | Ivan Goi             | Honda       | 23      | +24.987       | 12       | 9    |
| 8    | 21  | Arnaud Vincent       | Aprilia     | 23      | +30.981       | 20       | 8    |
| 9    | 54  | Manuel Poggiali      | Derbi       | 23      | +36.238       | 15       | 7    |
| 10   | 17  | Steve Jenkner        | Honda       | 23      | +40.379       | 18       | 6    |
| 11   | 29  | Ángel Nieto Jr       | Honda       | 23      | +40.972       | 16       | 5    |
| 12   | 23  | Gino Borsoi          | Aprilia     | 23      | +46.436       | 10       | 4    |
| 13   | 12  | Randy De Puniet      | Aprilia     | 23      | +46.577       | 13       | 3    |
| 14   | 39  | Jaroslav Huleš       | Italjet     | 23      | +1:00.404     | 21       | 2    |
| 15   | 15  | Alex De Angelis      | Honda       | 23      | +1:03.953     | 17       | 1    |
| 16   | 18  | Toni Elías           | Honda       | 23      | +1:06.189     | 19       |      |
| 17   | 24  | Leon Haslam          | Italjet     | 23      | +1:16.185     | 23       |      |
| 18   | 53  | William De Angelis   | Aprilia     | 23      | +1:23.049     | 26       |      |
| 19   | 35  | Reinhard Stolz       | Honda       | 23      | +1:26.218     | 24       |      |
| 20   | 51  | Marco Petrini        | Aprilia     | 23      | +1:27.877     | 22       |      |
| 21   | 41  | Youichi Ui           | Derbi       | 23      | +1:30.883     | 2        |      |
| 22   | 44  | Héctor Faubel        | Aprilia     | 23      | +1:46.512     | 28       |      |
| 23   | 43  | David Micó           | Aprilia     | 23      | +1:46.656     | 29       |      |
| Ret  | 8   | Gianluigi Scalvini   | Aprilia     | 12      | Retirado      | 7        |      |
| Ret  | 11  | Max Sabbatani        | Honda       | 10      | Retirado      | 14       |      |
| Ret  | 19  | Alessandro Brannetti | Honda       | 7       | Accidente     | 25       |      |
| Ret  | 45  | Ivan Martínez        | Aprilia     | 5       | Retirado      | 27       |      |
| Ret  | 16  | Simone Sanna         | Aprilia     | 0       | Accidente     | 6        |      |
| Ret  | 22  | Pablo Nieto          | Derbi       | 0       | Accidente     | 9        |      |

- Pole position: Roberto Locatelli, 1:48.260
- Vuelta Rápida: Roberto Locatelli, 1:49.372